# Первобытный
«Первобы́тный» (англ. Primal) — анимационный сериал режиссёра Геннди Тартаковского, транслирующийся с 8 октября 2019 года на канале Cartoon Network в блоке Adult Swim. В 2019 году вышло 6 эпизодов из 10. Оставшиеся эпизоды появились в эфире в первой половине 2020 года. Первые 4 серии сериала были скомпилированы в полнометражный анимационный фильм Primal: Tales of Savagery, который вышел в ограниченный прокат в сентябре 2019 года, и был выдвинут в лонг-лист кинопремии «Оскар» в категории «Лучший анимационный фильм», однако не вошёл в окончательный состав номинантов. «Первобытный» получил высокие оценки критиков.
Мультфильм повествует о совместном выживании и приключениях пещерного человека по имени Копьё и самки тираннозавра по кличке Клык, чья коммуникация происходит без единого диалога. Появлению сериала способствовал успех последнего сезона мультсериала «Самурай Джек», созданного Тартаковским. Это заставило режиссёра обратиться к своей старой идее детского шоу о приключениях человека и динозавра, но переработать её в более взрослую и мрачную историю.

## Сюжет
Действие сериала происходит в вымышленную доисторическую эпоху, где в одном мире сосуществуют пещерные люди, динозавры и другие вымершие животные, например, мамонты. Мультфильм повествует о совместном выживании и приключениях первобытного человека по имени Спир (или Копьё (англ. Spear)) и самки тираннозавра по кличке Фанг (или Клык (англ. Fang)), которые становятся союзниками после совместной схватки с динозаврами, убившими их семьи. В сериале отсутствуют реплики персонажей, в том числе пещерного человека, поэтому в ходе сюжета их имена не называются. Однако так их условились именовать создатели мультфильма. Например, имена героев указаны в заметках к раскадровке сериала.

## Создание

### Идея
После завершения работы над анимационным сериалом «Самурай Джек», особенностью которого является редкое использование диалогов, Геннди Тартаковский задумался о создании новой истории в той же повествовательной технике. На это повлиял тот факт, что последний сезон мультсериала, в отличие от предыдущих, выходил в блоке передач Adult Swim, предназначенный для взрослой аудитории, и отличался более сложным и мрачным повествованием, что нашло положительный отклик у зрителей. Сезон также отличился высокими рейтингами — в среднем 1,36 миллионов телезрителей на один эпизод.
Тогда Тартаковский обратился к своей старой идее детского мультсериала, пришедшей ему примерно в начале 2010-х годов, о ребёнке с длинными волосами, который ездит верхом на динозавре, путешествует вместе с ним, переживая различные приключения. Однако режиссёр переосмыслил эту концепцию и придумал историю о дружбе пещерного человека и тираннозавра, чья коммуникация проходит без единого слова. Вдохновением ему послужила серия произведений о Конане писателя Роберта Говарда, которая впечатлила режиссёра увлекательностью и эмоциональностью при сравнительной простоте сюжета. Тартаковский изначально планировал снять анимационную короткометражку, однако исполнительный продюсер Adult Swim Майк Лаццо (англ. Mike Lazzo) разглядел в идее потенциал для создания полнометражной работы или телевизионного шоу, и было принято решение о производстве мультсериала.
По задумке Тартаковского, формула отсутствия диалогов и неторопливого повествования необходима для полного погружения зрителя в историю. По наблюдению режиссёра, люди часто едят за просмотром шоу или проводят время в социальных сетях, поэтому в современной мультипликации вовлечение зрителя достигается путём увеличения интенсивности происходящего на экране. Подобная «атака на чувства», цитируя Тартаковского, не даёт ему как зрителю «расслабиться» за просмотром. В противовес современным приёмам отсутствие диалогов в «Первобытном» вынуждает зрителей следить за происходящим на экране тем, что, отвлекаясь, у них не будет возможности понять, что происходит в сериале. Однако, по словам Тартаковского, воплощение подобной идеи невозможно при конкуренции в современной телевизионной мультипликации. Выход сериала стал возможен только благодаря многолетнему сотрудничеству режиссёра с каналом Cartoon Network в проектах «Лаборатория Декстера», «Самурай Джек», «Войны клонов» и других.

### Производство
При создании визуального стиля авторы вдохновлялись иллюстрациями 1970-х годов в жанре научной фантастики: работами художников Фрэнка Фразетты и Мёбиуса. Также влияние оказали комиксы ужасов, анимационные фильмы «Волшебники» и «Бэмби». Работа над проектом производилась в калифорнийской анимационной студии Cartoon Network Studios и в парижской «Studio La Cachette». При работе над анимацией использовались программы TVPaint, Photoshop и инструменты сжатия MPEG-4 AFX. Всего над проектом было задействовано около 40 человек. Кроме Геннди Тартаковского в роли сценаристов выступили Дэвид Кренц (англ. David Krentz) и Дон Шэнк (англ. Don Shank).
Выбрав художественный стиль, напоминающий комиксы, создатели при этом предпочли реалистичный тон для повествования. Такой подход заставил команду отказаться от гротескных выражений морды динозавра и использовать иные визуальные приёмы для передачи его эмоций. Помощь в этом Тартаковскому оказало наблюдение за своим сенбернаром, так как, по мнению режиссёра, животные способны передавать эмоции без помощи мимики. Значительную роль в визуализации играет цветовая нагрузка сцен. Сочетания цветов и их интенсивность служат для рассказа истории и передачи эмоционального состояния героев. Данная задача стояла перед художником-постановщиком Скоттом Уиллсом (англ. Scott Wills) и художником фонов Кристианом Шеллевальдом (англ. Christian Schellewald). Та же цель была у музыки и звуковых эффектов, что становятся особо важны при отсутствии диалогов. Композиторами выступили Тайлер Бэйтс и Джоан Хиггинботтом (англ. Joanne Higginbottom). Говоря об удачном исполнении повествовательной техники, Тартаковский приводил пример того, как он ездил в офис Adult Swim, в Атланту, чтобы впервые продемонстрировать Майку Лаццо готовый эпизод. По словам режиссёра, перед началом просмотра продюсер взял в руки кусочек пиццы, но так и не попробовал его до самого конца серии, просто держа кусочек в руках в течение 20 минут.
На первоначальном этапе отрисовки контура и добавления цветов изображение крови было временно залито стандартным красным цветом. Такой оттенок был слишком ярким для неё, однако Тартаковский и Скотт Уиллс решили оставить этот цвет, увидев в нём схожесть со стилистикой кинематографа 1970-х, самурайских боевиков и фильмов о боевых искусствах, которые использовали ярко-красный цвет для бутафорской крови.
Несмотря на отсутствие диалогов персонажи мультфильма издают разнообразные звуки. Рычание Клыка создал саунд-дизайнер сериала Джоэл Валентайн (англ. Joel Valentine). Он также работал над звуковым сопровождением остальных существ и старался подбирать наиболее уникальные звуки, используя для этого малоизвестные аудиобиблиотеки. Например, для озвучивания чудовищ из четвёртого эпизода Валентайн применил коллекцию звуков, изображающих крики монстров, записанную в середине XX века в Германии. Для озвучивания мамонтов дизайнер нашёл и купил библиотеку с настоящими звуками слонов, записанную неким энтузиастом в Индии на средства, собранные через Kickstarter-кампанию. С актёром озвучившим Копьё, Аароном Лапланте (англ. Aaron LaPlante), Тартаковский познакомился при работе над отменённым анимационным фильмом о моряке Попае, в котором Аарон был утверждён на роль главного злодея — Блуто. Режиссёр был впечатлён актёрской игрой Лапланте и впоследствии пригласил его работать над «Первобытным». Как правило, процесс озвучивания происходит до работы над анимацией, и её тайминг определяется готовой озвучкой. Однако Тартаковский посчитал важным, чтобы в «Первобытном» тайминг был рассчитан на стадии рисования, поэтому Лапланте озвучил Копьё уже поверх готовой анимации крика и ворчания персонажа, подстраиваясь под нарисованные движения губ.

### Второй сезон
Вместе со вторым сезоном Тартаковкий хотел переосмыслить формулу сериала или как он образно выразился — «сломать» сюжет. Если первый сезон — это серия захватывающих историй о Копье и Клык, путешествующих во враждебном диком мире среди вымерших животных, то второй сезон смещает акцент на истории развития человечества эпохи бронзового века, это по мнению автора странно чувствовалось для сериала. Поэтому например автор хотел, чтобы зритель привык к изменениям, например первая серия в целом выдержана в духе первого сезона, затем с каждой следующей серией акцент на природе и выживании смещается в сторону всё более явных элементов человеческой цивилизации. С точки зрения жанра второй сезон приближен к «мечу и колдовству». Тартаковский хотел ввести более сложную сюжетную линию, он признался, что был горд проделанной работой. Изначально сюжет второго сезона должен был войти во вторую часть арки первого сезона, но тогда у Тартаковского появилось слишком много идей для сюжета, чтобы вместить их в два разных сезона. Автор сам лично увлекается ранней историей человечества, в частности он мечтал изобразить в мультфильме племя пиктов. Изображение эпохи бронзового века подразумевает и изображение ранних цивилизаций, похожих например на древнеегипетскую, при этом Тартаковский не хотел воссоздавать известные и стереотипные образы, стремясь оригинальным образом изобразить культуры бронзового века, например избегая образов фараона и рабов, для этого он изучал историю реальных древних культур, черпая от туда интересные и малоизвестные факты.
При всём этом Копьё и Клык по прежнему играют центральную роль в сюжете. Перемещение первобытного человека в мир более развитых сородичей стал интересным сюжетным поворотом: каково пещерному человеку чувствовать себя в цивилизованном мире? как это чувство можно передать без диалогов? Тартаковский назвал это очень сложной и экзистенциальной дилеммой для героя и он приложил все усилия, чтобы переживания героя также поняли и прочувствовали зрители. Хотя Копьё встречается со множеством разных людей, Тартаковский по прежнему придерживался принципа передачи сюжета без диалогов. Тем не менее это гораздо сложнее сделать, когда речь идёт о людях, а не диком мире, решением проблемы становится грамотная передача мимики и экспозиции. Тем не менее в одном из эпизодов, Тартаковскому пришлось сломать табу на речь, так как это был единственный способ передать сюжетный посыл.
Тартаковский заявил, что в случае успеха второго сезона, он заинтересован создавать новые сезоны, смешивая самые разные эпохи и жанры, где Копьё и Клык попадают во всё более необычные ситуации, например в эпоху, аналогичную XX веку, охваченную мировой войной или даже допускает встречу Копья с пришельцами.

## Показ
Проект был анонсирован в мае 2019 года вместе с выходом трейлера мультсериала. В июле того же года небольшой фрагмент из первого эпизода был показан на мероприятии San Diego Comic-Con. Первый эпизод «Первобытного» стал доступен для онлайн-просмотра на сайте Adult Swim 4 октября 2019-го, а его премьера на телевидении состоялась на канале Cartoon Network в блоке передач Adult Swim в полночь с 7 на 8 октября. В последующие дни, с 9-го по 12 октября, были показаны ещё четыре эпизода в то же эфирное время. Весь сезон состоит из 10 серий, оставшиеся из которых будут показаны в 2020 году.
Первые пять эпизодов сериала были скомпилированы в полнометражный анимационный фильм Primal: Tales of Savagery. Он был выдвинут в лонг-лист кинопремии «Оскар» в категории «Лучший анимационный фильм», однако не вошёл в список номинантов. По условиям кинопремии, номинироваться может картина, которая выходила в прокат в кинотеатрах Лос-Анджелеса в течение семи дней и более. Для соблюдения этого критерия анимационный фильм выходил ограниченным прокатом в лос-анджелесском кинотеатре «Downtown Independent» с 20-го по 26 сентября 2019 года. Также он выходил в прокат в Нью-Йорке.
21 июля 2022 года состоялась премьера второго сезона, где главный герой и Клык отправляются в заморские земли, чтобы спасти рабыню Миру.

## Отзывы
| Агрегаторы рецензий | Агрегаторы рецензий           |
| Издание             | Оценка                        |
| ------------------- | ----------------------------- |
| Metacritic          | 87 из 100                     |
| Rotten Tomatoes     | Tomatometer: 100 % 9,03 из 10 |

«Первобытный» получил высокие оценки критиков. Его средняя оценка на агрегаторе рецензий Metacritic составляет 87 баллов из 100, что сделало сериал одним из самых высоко оценённых телевизионных шоу 2019 года. «Первобытный» стал одним из 14 сериалов, транслировавшихся в том году, чья оценка составила 87 баллов и выше. На агрегаторе Rotten Tomatoes его средняя оценка составляет 9,03 из 10 со 100 % положительных рецензий.
«Первобытный» вошёл в список лучших анимационных телесериалов 2019 года, по версии сайта IGN, и лучших мини-сериалов 2019-го, по версии издания Paste.

## Список серий

### 1 сезон
| # | Название                                              | Дата премьеры                          |
| №1. | «Spear and Fang» Копьё и Клык                         | 4 октября (онлайн) 8 октября 2019 (ТВ) |
| --- | ----------------------------------------------------- | -------------------------------------- |
| Возвратившись домой после рыбалки, Копьё становится свидетелем убийства своей семьи хищными динозаврами. После продолжительного уныния он видит призраков своих родных и решает жить дальше. Однажды в джунглях он замечает тираннозавра и следует за ним, чтобы убить. Уже замахнув копьё, он обнаруживает, что это самка, у которой есть детёныши. Однако столкновение прерывает нападение группы тех самых динозавров, что съели человеческую семью. Теперь их цель — детёныши Клыка. Человек и тираннозавр убивают хищников, но затем приходит их более крупный сородич и сжирает выводок. Имея одного врага, Копьё и Клык вынужденно объединяются, и, оседлав тираннозавра, человек наносит хищнику решающий удар. Тоже лишившись семьи, Клык следует за Копьём в его путешествии. |                                                       |                                        |
| №2. | «River of Snakes» Змеиная река                        | 9 октября 2019                         |
| Тираннозавр докучает человеку в повседневных делах: всюду следует за ним, мешает охотиться, настигая добычу раньше Копья, не даёт спать своим громким дыханием и так далее. В очередной раз, когда на охоте добыча достаётся Клыку, терпение человека заканчивается, и он нападает на тираннозавра. Во время их схватки начинается ливень, только к концу которого герои замечают, что сражаются около гнезда гигантских змей. В этот момент созданный ливнем поток смывает персонажей вместе со змеями, где под водой происходит сражение с рептилиями. Течение выносит героев к водопаду, однако они переживают падение. Затем Клык приносит человеку обломок копья, и его обида на динозавра проходит. В последующей сцене Копьё охотится верхом на Клыке, и человеку достаётся добыча. |                                                       |                                        |
| №3. | «A Cold Death» Холодная смерть                        | 10 октября 2019                        |
| Престарелый и обессиленный мамонт отстаёт от своего стада во время бурана, став в итоге добычей Копья и Клыка. Человек сооружает из костей и бивней сани, грузит на него мясо слона, после чего вместе с тираннозавром укрывается от вьюги в пещере. Ночью стадо мамонтов обнаруживает труп своего товарища и находит рядом следы, которые ведут к той же пещере. Мамонты нападают на героев и почти одолевают их, однако в последний момент Копьё начинает защищаться бивнем убитого слона, что заставляет мамонтов прекратить нападение. Человек понимает, что стаду нужен только бивень, и отдаёт его. Мамонты отправляются на кладбище слонов[en], где кладут бивень на землю и прощаются с товарищем, касаясь его останков хоботами. |                                                       |                                        |
| №4. | «Terror Under the Blood Moon» Ужас под кровавой луной | 11 октября 2019                        |
| За Копьём и Клыком гонится стая рапторов. Хищникам удаётся окружить героев, однако в этот момент восходит кровавая луна, и динозавры спешно убегают. Человек и тираннозавр отправляются дальше и обнаруживают поселение пещерных людей, которые прячутся под камнями от терроризирующей их стаи монстров, Некромантисов, похожих на гигантских летучих мышей. Герои вступают с чудовищами в битву, но тем удаётся утащить Копьё в свою пещеру. Клык приходит к нему на выручку, позволяя монстрам себя похитить, и обнаруживает человека, закутанного в паутину огромного паука. Клык помогает Копью выбраться. Вдвоём они убивают паука и сбегают из пещеры. Чудовища отправляются за ними в погоню. Тогда герои заманивают их к стае рапторов из начала эпизода, где монстров ожидает гибель. |                                                       |                                        |
| №5. | «Rage of the Ape-Men» Ярость обезьянолюдей            | 12 октября 2019                        |
| Копьё и Клык находят водоём в джунглях, где они купаются, отдыхают и ловят рыбу. У воды на них нападает и похищает стая человекообразных обезьян. Человека и динозавра крепко связывают и помещают на боевую арену, где гориллообразные обезьяны сражаются друг с другом на глазах у других обезьян. Командует боем обезьяна-жрец, который поит победившую гориллу напитком, повышающим её силу и ярость, и выставляет против неё Клыка. Динозавр оказывается на грани гибели. В ярости Копьё разрывает на себе путы, добирается до жреца и выпивает его напиток. Мгновенно обратившись в яростное чудовище, Копьё убивает гориллу и жестоко расправляется с остальными обезьянами. Когда действие напитка проходит, человек пытается разбудить лежащую без сознания Клыка, но она так и не приходит в себя. |                                                       |                                        |
| №6. | «Scent of Prey» Запах добычи                          | 1 апреля 2020                          |
| Увидев Клыка в бессознательном состоянии, Копьё приходит в замешательство и решает уйти отсюда и унести динозавра. Для этого он сначала находит мехи с водой, дает Клыку попить воды, и динозавр постепенно приходит в себя. Однако встать она не может из-за сломанной ноги. Копьё сооружает своеобразные носилки из бамбука, кладет на них динозавра, мехи с водой и боевое копьё. С этим грузом Копьё выдвигается из "амфитеатра". По мере продвижения по лесу Копьё замечает, что за ним начали следить дикие собаки (похожие на гиеновидных собак). Тем временем Копьё продолжает время от времени поить Клыка и находит пещеру, в которой решает укрыться, но собаки все равно следят за Копьём и Клыком. Постепенно динозавр восстанавливается, а после нападения бронированных жуков Копьё пожарил часть из них и скормил Клыку. Но, он понимает, что от шакалов не отделаться, и вооружившись панцирями мертвых жуков, сражается с огромной стаей собак. Копьё усиленно отражает атаки зверей, но внезапно выздоровевшая Клык разбивает заваленный вход в пещеру и идет на помощь Копью. Вместе они быстро разбираются с собаками, а после кричат в знак победы.                                   |                                                       |                                        |
| №7. | «Plague of Madness» Чума безумия                      | 4 октября 2020                         |
| Серия начинается с показа стада зауропод, проживающего в красивой долине. Внезапно одного из динозавров кусает больной паразауролоф, и тем самым заражает его. Заражённый очень быстро начинает гнить живьём и впадает в безумие. Больной динозавр уничтожает всю популяцию, включая яйца. Копьё и Клык находят место бойни. Они шокированы количеством трупов. На Копьё (у которого всю серию почему то нет копья) и Клыка нападает заражённый. Погоня заканчивается падением заражённого и героев в каньон. Динозавр не подаёт признаков жизни и герои, потерявшие все силы, засыпают в пещере неподалёку. Копью сниться кошмар о ужасах заражения и он просыпается. Копьё и Клык обходят труп стороной и пытаются уйти, но труп не такой уж и мёртвый. Начинается вторая погоня. Копьё и Клык заманивают заражённого динозавра в лаву, где он сгорает заживо. |                                                       |                                        |
| №8. | «Coven of the Damned» Шабаш проклятых                 | 18 октября 2020                        |
| Копьё и Клык гуляют по ночному лесу. Внезапно они натыкаются на сборище ведьм, проводящих ритуал жертвоприношения. На жертвеннике висит мужчина, страдающий от мучительного огня костра под ним. Затем появляется Главная Ведьма и забирает всю жизненную энергию из мужчины, превратившись в демона и иссушив человека до состояния мумии. Позже она формирует младенца, которого отдает одной из ведьм. Внезапно птеранодон Главной Ведьмы обнаруживает Копьё и Клыка и весь шабаш нападает на героев. Одна из ведьм, Лола, гипнотизирует Клыка и хватает Копьё. На следующий день Копьё уже привязан к алтарю, а Лола верхом на Клыке подходит к нему. Копьё хочет докричаться до Клыка, но Лола останавливает время и уходит в воспоминания героев, пытаясь понять их связь. Она понимает, что они оба потеряли свои семьи, как Лола однажды потеряла свою дочку, из-за чего стала изгоем. Лола решает помочь. В день ритуала Лола с помощью оружия Копья убивает птеранодона Главной Ведьмы, приводя её в бешенство. Лола сражается с Ведьмой и дает сигнал Клыку спасти Копьё. Динозавр спасает Копьё и они убегают, а Лола погибает.                                                                 |                                                       |                                        |
| №9. | «The Night Feeder» Ночной Пожиратель                  | 25 октября 2020                        |
| Смилодон бродит по ночному лесу. На небе полная Луна. Внезапно неизвестное существо с легкостью уничтожает его. Копьё это слышал, и от этого звука у него пошла испарина. Утром они находят изуродованное тело зверя, убитого ночью. Клык приходит в ужас и хочет поскорее уйти. Следующей ночью Неизвестный монстр, прозванный Ночным Пожирателем, без труда уничтожает небольшое стадо трицератопсов, оставляя от 10 особей только обезображенные трупы. Копьё хочет узнать, в чем дело, но Клык удерживает его. Следующим утром наши герои ловят рыбу. Внезапно раздается шум в кустах, и оттуда выскакивает маленький компсогнат. Герои приходят в недоумение. Ночью на них нападает Пожиратель, но они ловко избегают смерти. Клык гонится за монстром (которого толком не видно в тумане) и врезается в него, замазав морду черной жижей, которая привела её в ужас, так как ей сразу вспомнился амфитеатр с большими гориллами (см. эпизод №5). Внезапно Копьё ударяет копьём о камень, извлекая огонь, чем отпугивает Пожирателя. Копьё и Клык разрабатывают план убийства неведомого чудовища. Они окружают его огненным кольцом и Копьё кидает в монстра горящее копьё, сжигая Пожирателя заживо. |                                                       |                                        |
| №10. | «Slave of the Scorpion» Рабыня Скорпиона              | 1 ноября 2020                          |
| Копьё и Клык ловят рыбу. Внезапно прямо перед Копьём выплывает женщина с кандалами на шее, спасавшаяся от лиоплевродона. Копьё и Клык убивают монстра и бегут за женщиной. Они загоняют её в угол и дают понять, что они неопасны. Копьё разводит костёр, а Клык следит за порядком. Вскоре женщина уживается с героями, рассказывает им о культе Скорпиона, который некогда захватил ее в плен и называет себя Мирой. Оказывается, что она хорошо стреляет из лука. Она даже обучает Копьё есть жареное мясо вместо сырого и в панцире черепахи варит что-то вроде супа. Взамен Копьё и Клык помогают женщине освободиться от кандалов и наручников и защищают её в этом диком лесу. Но вскоре на героев нападают питекантропы и забирают Миру. Копьё и Клык бросаются на помощь перебивают большое количество, но позднее они обнаруживают, что все питекантропы перебиты, а Мира пропала. Герои слышат женский крик и видят уплывающий корабль, на парусе которого, так же как и на затылке Миры, нарисован скорпион. Копьё и Клык понимают, что её утащили на корабль, но ничего сделать не могут. Копьё произносит имя женщины (при том, что он не умеет нормально разговаривать).                     |                                                       |                                        |

### 2 сезон
| # | Название                                   | Дата премьеры    |
| №11. | «Sea of Despair» Море отчаяния             | 22 июля 2022     |
| --- | ------------------------------------------ | ---------------- |
| Сюжет второго сезона прямо продолжает концовку первого: Копьё пытается догнать корабль, похитивший Миру, но понимает что это бесполезно. Вместе с Клыком он сооружает плот и вместе они отправляются в плавание. Герои должны выживать на открытой воде, им удаётся поймать гигантскую черепаху, их плавание прерывает мегалодон, пытающийся сожрать героев, Копью удаётся прогнать акулу, проколов её глаз, однако плот разрушен, героев прибивает на берег неизвестной земли. |                                            |                  |
| №12. | «Shadow of Fate» Тень судьбы               | 22 июля 2022     |
| Копьё и Клыка прибивает на разных частях берега и они не могут найти друг друга. Копьё подбирает местное племя, похожее на пиктов и обращается с ним хорошо. Клык тем временем встречает другого тираннозавра и со временем они сдружаются и вместе охотятся на арсинойтерия. Клык и Красноголовый решают напасть на ту самую деревню пиктов и Клык сталкивается со Копьём. Герой, защищая деревню, намерен убить Красноголового и оба сталкиваются в смертельной схватке. Перед Клыком встаёт трудный выбор — защитить своего нового друга или встать на сторону Копья. Она выбирает второе, убив Красноголового, но оплакивая его смерть. Копьё и Клык в подавленном настроении покидают деревню, из-за дружбы между собой им слишком рискованно сближаться с другими представителями своего вида. |                                            |                  |
| №13. | «Dawn of Man» Рассвет человечества         | 29 июля 2022     |
| Клык впадает в депрессию, спит и отказывается есть. Герои укрываются от дождя в пещере, где Копьё обнаруживает наскальные рисунки и восхищается, так как прежде никогда не видел искусство. На следующий день он обнаруживает степь с теми самыми животными из рисунков, но и давно разрушенную деревню, чьи представители судя по всему и создали эти рисунки. Ночью на Копьё и Клыка нападают два воина верхом на медведях, похожих на викингов, но герои их уничтожают. Копьё и Клык, по их следам находят деревню, где видят амбар с запертыми внутри рабами, среди которых оказывается Мира. Она соглашается покинуть амбар, но только если Копьё поможет выбраться её сородичам. Это нужно сделать тихо, пока все жители деревни спят. Однако план тихого побега срывается. |                                            |                  |
| №14. | «The Red Mist» Красный туман               | 5 августа 2022   |
| Копьё, Клык и племя Миры в попытке сбежать из деревни попали в засаду, столкнувшись с армией свирепых воинов. Героям ничего не остаётся, кроме как вступить с ними в схватку. Мире и её племени удаётся сбежать в лес. Этим же временем вся деревня атакует героев, однако благодаря физическому превосходству Клыка и свирепости Копья, герои успешно отбивают все атаки жителей. Они пытаются сбежать из деревни, но из-за непрекращающихся атак впадают в безумие и перебивают всех оставшихся жителей деревни. На утро к деревне приплывает драккар с двумя викингами — вождём и его старшим сыном. Они хоронят жителей деревни в кургане, a покойную жену с младшим сыном сжигают на погребальной ладье. Вождь и сын намерены отомстить героям несмотря ни на что. |                                            |                  |
| №15. | «The Primal Theory» Первобытная теория     | 12 августа 2022  |
| Лондон, 1890 год. Лорд Дарлингтон с остальными учёными смеётся над утверждением младшего коллеги Чарльза, что человек, несмотря на все научные и культурные достижения по своей натуре не так далеко отошёл от своего дикого предка и в экстремальных условиях он быстро скатится к первобытному состоянию. В усадьбу проникает обезумевший убийца-каннибал, в своей силе и ловкости не уступающий Копью. Он, словно хищник на охоте, начинает по очереди убивать людей в доме. В живых остаются только Дарлингтон и Чарльз, которые успешно отбиваются от маньяка с помощью разного оружия, однако этого не достаточно для победы. Дарлингтону приходится пробудить в себе первобытные инстинкты, чтобы расправиться с маньяком. |                                            |                  |
| №16. | «Vidarr» Видар                             | 19 августа 2022  |
| Копьё, Клык и Мира уплывают на угнанном драккаре, но их догоняют вождь и его сын в надежде отомстить за перебитых жителей деревни. Главным героям приходится прямо на ладье сражаться против них, однако, обе ладьи заплывают в реку с мощным течением, викингам и героям приходится прервать битву и самим спасаться. Благодаря Мире героям удаётся спасти свою ладью. Клык внезапно начинает вести себя странно. Оказалось она хочет снести яйца, зачатые от Красноголового, и спешила соорудить гнездо. Тем временем, вождь и его сын также выбрались на берег, добрались до гнезда гигантских коршунов и оседлали их, чтобы напасть на героев. Копьё и Мира успешно скидывают викингов с коршунов и падение для сына вождя оказывается смертельным. Не выдержав такой боли, вождь позволяет унести себя течению реки. |                                            |                  |
| №17. | «The Colossaeus, Part I» Колосс, Часть 1   | 26 августа 2022  |
| Вождь викингов попадает в Преисподнюю, где встречает демона, наделившего душу вождя инфернальной силой, чтобы тот снова смог отомстить героям. Тем временем Копью и Мире удаётся заманить Клыка с её яйцами на корабль. Они отправляются в морское путешествие, пока их корабль не захватывает цивилизация, похожая на древнеегипетскую, и дрейфующая на гигантском корабле-городе. В стычке разбивается одно из яиц Клыка. Царица захватчиков поняла, что может умело манипулировать героями, угрожая разбить оставшиеся яйца. Героев берут в рабство, как оказалось, египтяне используют самых сильных рабов, как передовых воинов своей армии. Копьё и Клык вынуждены участвовать в завоевательном походе на цивилизацию, похожую на Месопотамию — Вавилон. |                                            |                  |
| №18. | «The Colossaeus, Part II» Колосс, Часть 2  | 2 сентября 2022  |
| Вождь викингов, обратившийся в огненного демона выбирается на поверхность и собирается пересечь море, чтобы добраться до героев и отомстить. Копьё и Клык участвуют в завоевательных походах на разные человеческие цивилизации, вместе с ними сражается также чернокожий раб огромных размеров — Камау, чьего ребёнка царица также удерживает в заложниках. Мира стала личной танцовщицей царицы. В одном из походов они встречают миролюбивый народ, готовый отдать нужную дань, однако царица объявляет им войну и приказывает Камау устроить резню. После этого Камау впадает в отчаяние, Копьё пытается уговорить его объединиться против царицы, но в итоге ему приходится действовать в одиночку, он устраивает саботаж в покоях царицы, убивая охранников. Мира, воспользовавшись ситуацией попыталась сбежать с яйцами и ребёнком Камау. В этот момент из яиц вылупились детёныши Клыка. Герои оказались в окружении и царица забрала обратно детей Клыка и Камау. |                                            |                  |
| №19. | «The Colossaeus, Part III» Колосс, Часть 3 | 9 сентября 2022  |
| Серия раскрывает, что Камау родом из миролюбивого "африканского" племени гигантов, они занимались земледелием и скотоводством, пока на них не напали "египтяне". Лишь Камау оказал сопротивление и царица взяла в заложницы его дочь, заставляя выполнять все поручения. Царица собирается казнить героев за попытку переворота. Камау должен отрубить голову Клыку, но решает освободить её. Завязывается новыя стычка и героям удаётся освободиться. Камау обнаруживает, что всё его племя находилось на корабле и занималось греблей. Он помогает им освободиться. Царица благодаря своей ловкости с успехом противостоит героям, но её хватает Камау и скидывает с корабля, царица разбивается насмерть. Герои свергают египтян, Камау и его племя устанавливают контроль над кораблём, однако это не конец, к кораблю подбирается огненный демон. |                                            |                  |
| №20. | «Echoes of Eternity» Эхо вечности          | 16 сентября 2022 |
| Серия начинается с воспоминаний Копья, когда на его родное племя напала стая смилодонов, которые убили его отца. Главные герои добираются до родной земли Миры, она вспоминает, как на этом берегу викинги убили её возлюбленного и ранили топором подругу, а её забрали в рабство. Мира возвращается в родное племя, где встречает своего отца. Она также приглашает героев присоединиться к празднику, устроенному её отцом по случаю возвращения дочери, однако им неуютно уживаться среди людей: Копьё, немного посидев на празднике, отправляется к спящей Клыку и её детёнышами. После того, как Мира предоставила героям дом для ночлега, Копьё начинает рисовать на стене, пытаясь через наскальную живопись рассказать о своём прошлом: о потере отца, своей семье, погибшей от динозавра, встрече с Клыком и Мирой, своих приключениях. Пришедшая утром Мира замечает эту картину на стене. Внезапно к деревне наступает огненный демон, вождь викингов. Герои понимают, что его мощи ничего не получится противопоставить, однако Копью всё же удаётся его победить ценой смертельных ожогов. Мира решает перед смертью героя возлечь с ним. Концовка раскрывает то, что у Миры от Копья родилась дочь, а дети Клыка уже выросли, они вместе с дочерью Копья отправляются в путешествие. |                                            |                  |